# Bob Fitzsimmons
Robert James Fitzsmimons (Helston, 26 de maio de 1863 - Chicago, 22 de outubro de 1917) foi um formidável pugilista britânico, tendo sido o primeiro boxeador na história a conquistar os títulos mundiais em três categorias de peso diferentes.
Fitzsimmons foi campeão mundial dos pesos-médios de 1891 a 1894, campeão mundial dos pesos-pesados de 1897 a 1899 e campeão mundial dos meios-pesados de 1903 a 1905.

## Biografia
Bob Fitzsimmons nasceu na Inglaterra, porém, tinha apenas nove anos de idade, quando sua família emigrou para a Nova Zelândia. Durante sua juventude, trabalhou como ferreiro para seu irmão.
Começou a praticar boxe em 1881 e, já no ano seguinte, venceu dois campeonatos locais. Em 1883, realizou três lutas pelas regras de London Prize, tendo vencido todas facilmente. Depois, em 1885, Fitzsimmons mudou-se para a Austrália, quando oficialmente iniciou sua carreira profissional no boxe.
No seu início de carreira, Fitzsimmons lutou repetidas vezes contra Mick Dooley, Frank Paddy Slavin e Jim Hall, que figuravam entre os maiores lutadores da Austrália. Tendo demonstrado que era capaz de encarar os melhores de igual para igual, em 1890, Fitzsimmons conseguiu uma luta válida pelo título australiano dos pesos-médios, contra o campeão Jim Hall. Hall venceu a luta e manteve o título, sendo que a posteriori, Fitzsimmons alegou que esta luta havia sido arranjada. Nunca se provou que Fitzsimmons dissera a verdade, todavia, curiosamente, essa foi a única vez que Hall venceu Fitzsimmons, em cinco lutas realizadas entre os dois até então.
A seguir, ainda em 1890, Fitzsimmons mudou-se para os Estados Unidos, tendo feito algumas lutas oficiais, além de outra exibicionais, ao longo do restante daquele ano. Então, em 1891, Fitzsimmons conquistou o título de campeão mundial dos pesos-médios, quando venceu o lendário Jack "Nonpareil" Dempsey, que se vendo completamente dominado, desistiu no décimo terceiro assalto.
Nos dois anos que se seguiram, Fitzsimmons não colocou seu título em disputa, tendo realizado, em sua maioria, apenas lutas de exibição. Porém, em 1893, Fitzsimmons resolveu defender seu título mundial contra seu antigo rival Jim Hall. Fitzsimmons liquidou a luta com um nocaute no quatro assalto, mantendo assim seu cinturão.
Novamente, Fitzsimmons tornou a realizar apenas exibições públicas, não colocando mais seu título em disputa até 1894, quando resolveu dar uma chance ao neozelandês Dan Creedon. Fitzsimmons precisou apenas de dois assaltos para nocautear Creedon.
Em seguida, Fitzsimmons anunciou que deixaria de lutar entre os médios e passaria a perseguir o título mundial dos pesos-pesados. Parecia que seu objetivo tinha sido alcançado em 1896, quando Fitzsimmons derrotou Peter Maher, em uma luta anunciada como válida pelo título mundial dos pesados. Porém, este título mundial paralelo tinha surgido porque James Corbett, no ano anterior, havia anunciado sua aposentadoria com a promessa de passar seu título ao vencedor da luta entre Steve O'Donnell e Peter Maher.
Mas uma vez que Peter Maher nunca fora visto como um campeão digno de crédito, existia na época um grande clamor da população para que Fitzsimmons e Corbett se enfrentassem em uma luta, a fim de determinar quem de fato deveria merecer ser chamado de campeão mundial dos pesos-pesados. Entretanto, poucos meses após retirar o título de Maher, Fitzsimmons acabou perdendo-o para Tom Sharkey, em uma luta na qual Fitzsimmons terminou sendo desqualificado por, supostamente, golpear Sharkey enquanto este ainda se encontrava caído no chão.
Em seguida, Fitzsimmons conseguiu fazer com que James Corbett interrompesse sua suposta aposentadoria, que então reclamou seu título mundial de volta, no intuito de colocá-lo em disputa contra Fitzsimmons. A luta entre Fitzsimmons e Corbett aconteceu em 1897, tendo começado com um amplo domínio do campeão, que inclusive chegou a derrubar Fitzsimmons no decorrer do sexto assalto. No entanto, a persistência de Fitzsimmons acabou mostrando-se superior aos golpes de Corbett, que já cansado, terminou sendo nocauteado no décimo quarto assalto da luta.
Uma vez campeão mundial dos pesos-pesados, Fitzsimmons voltou a realizar apenas lutas exibicionais durante o restante do ano de 1897. Depois, em 1898, Fitzsimmons afastou-se do boxe temporarimente, quando decidiu viajar em uma turnê com a peça "O Ferreiro Honesto", aonde ele interpretava a si próprio.
Porém, em 1899, Fitzsimmons retornou aos ringues, no intuito de defender seu título mundial contra o novato James Jeffries. Apesar de tido como favorito para a luta, Fitzsimmons, que já tinha 36 anos de idade à época, não conseguiu resistir ao seu oponente, mais forte e bem mais jovem. Tendo vencido a luta por nocaute, no décimo primeiro assalto, Jeffries havia posto um fim ao reinado de Fitzsimmons.
Entretanto, Fitzsimmons não havia ainda se dado por vencido e, em 1902, novamente subiu ao ringue contra Jeffries, desta vez na condição de desafiante. Sangrando profusamente desde o segundo assalto, quando teve seu nariz quebrado, Jeffries resistiu bravamente ao castigo imposto por Fitzsimmons, até que no oitavo assalto Jeffries conseguiu encaixar um duro golpe e nocautear Fitzsimmons.
Incapaz de recuperar seu título dos pesados, em 1903, aos 40 anos de idade, Fitzsimmons fez história ao se tornar o primeiro lutador a ganhar o cinturão mundial em três categorias de peso diferentes, quando derrotou George Gardner e conquistou o título de campeão mundial dos meios-pesados.
Posteriormente, em 1905, Fitzsimmons perdeu seu título dos meios-pesados para Philadelphia Jack O'Brien, em uma luta que terminou no décimo terceiro assalto. Depois desta derrota, Fitzsimmons ainda lutou esporadicamente até 1914, quando realizou sua última luta oficial.
Fitzsimmons faleceu em 1917, aos 54 anos, em virtude de uma pneumonia. Seu corpo encontra-se sepultado no Graceland Cemetery, em Chicago.
Em 1990, Bob Fitzsimmons fez parte da primeira seleção de boxeadores que entraram para galeria dos mais distintos boxeadores de todos os tempos, que hoje estão imortalizados no International Boxing Hall of Fame.